# Treinador (beisebol)

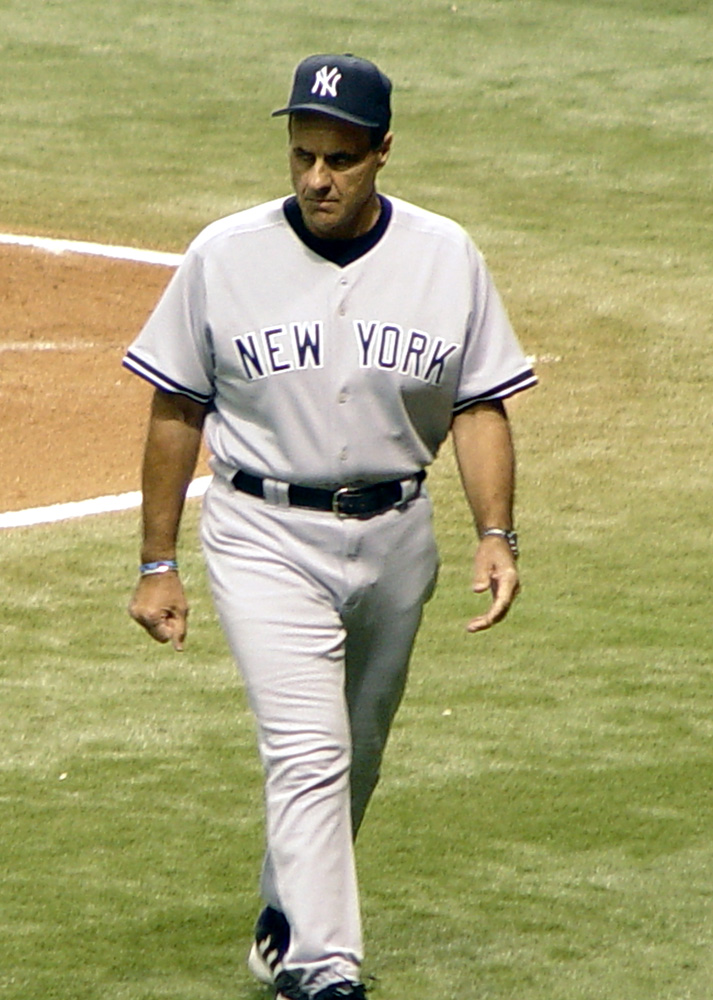
Joe Torre, ex-manager do Yankees.

No beisebol, o treinador (manager) comanda assuntos de estratégia da equipe em campo e fora dele. É tipicamente auxiliado por cerca de um ou seis técnicos assistentes, cujas responsabilidades são específicas. O treinador estabelece a escalação e o arremessador titular antes do jogo, e faz substituições durante — a mais importante sendo a de trazer um arremessador reserva. O controle do treinador sobre o plano de um jogador varia. Alguns treinadores controlam seleção de arremessos, posicionamento defensivo, decisões para bunt, roubo, etc., enquanto outros deixam essas decisões a critério do jogador ou do técnico assistente. Muitos acham um meio-termo.